# 塔里法岛
塔里法岛（西班牙語：Isla de Tarifa，又称鸽子岛）是西班牙安达卢西亚自治区加的斯省塔里法市南部的一个小岛。代表伊比利亚半岛和欧洲大陆最南端的地理极点塔里法角位于该岛。1808年，人们修建了一座堤道，将该岛与伊比利亚半岛南部大陆相连。

## 概要
塔里法岛的东北部至少有五处腓尼基 - 布匿人在公元前六世纪至公元前四世纪的遗迹。从罗马时代开始，人们就开始搬运这里的石灰岩，以用作建筑材料。
从二十世纪中叶开始，西班牙军方开始在岛上建立兵营，在这期间它一直被西班牙国防部占用。1988年，该岛被宣布为公共领域的海岛。由于其重要的地理位置及独特的生态价值，在2003年它成为了直布罗陀自然公园的一部分，受到保护。

## 图集

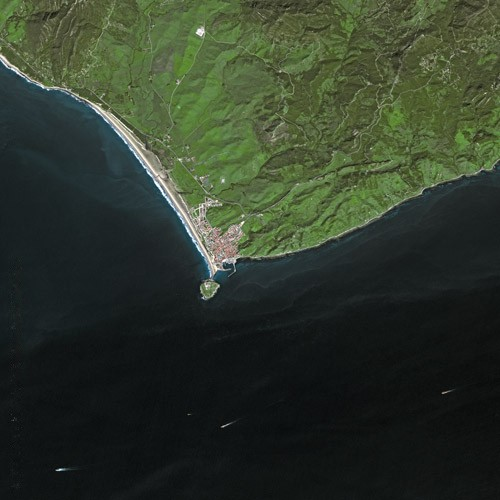
卫星图
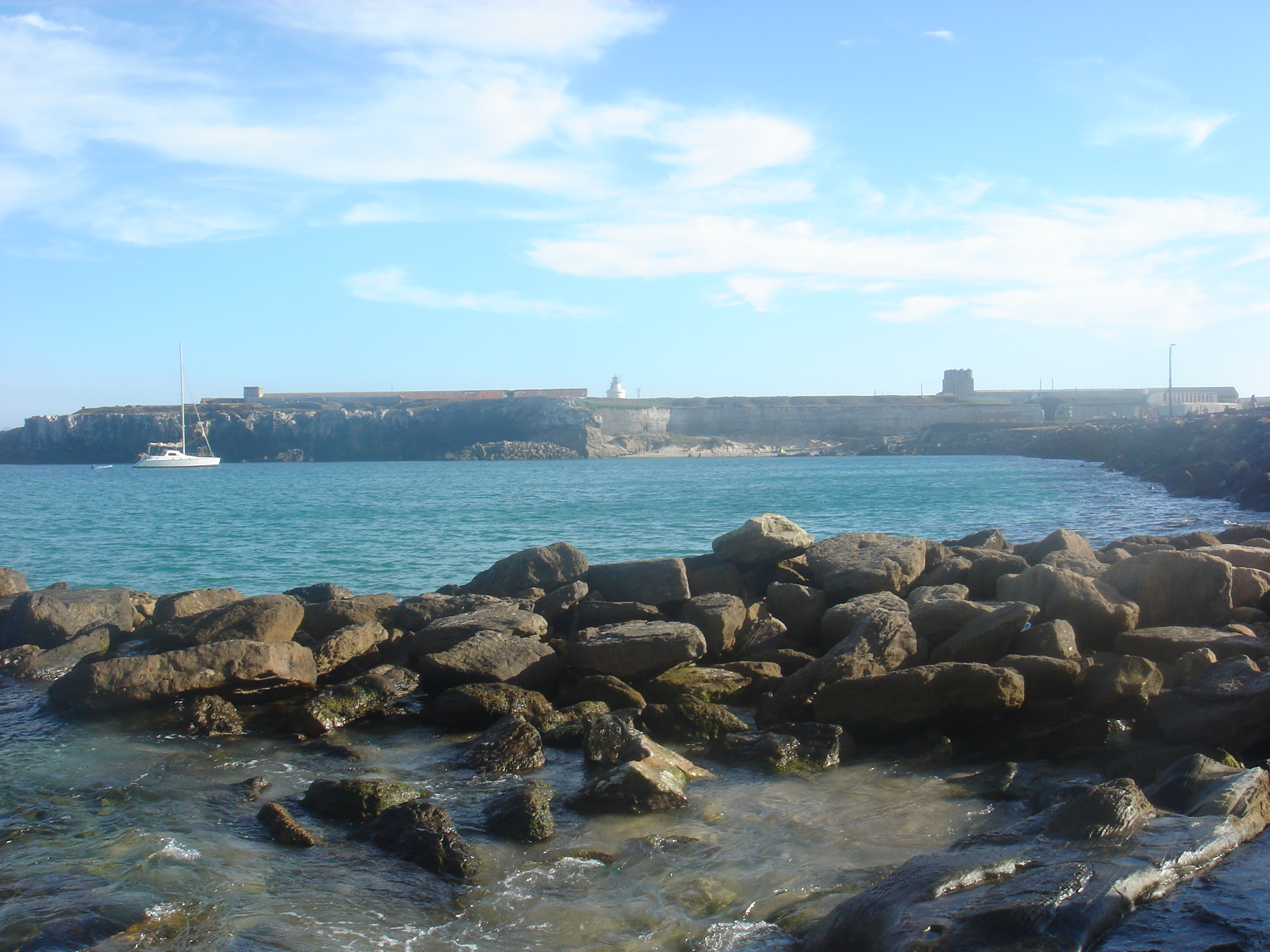
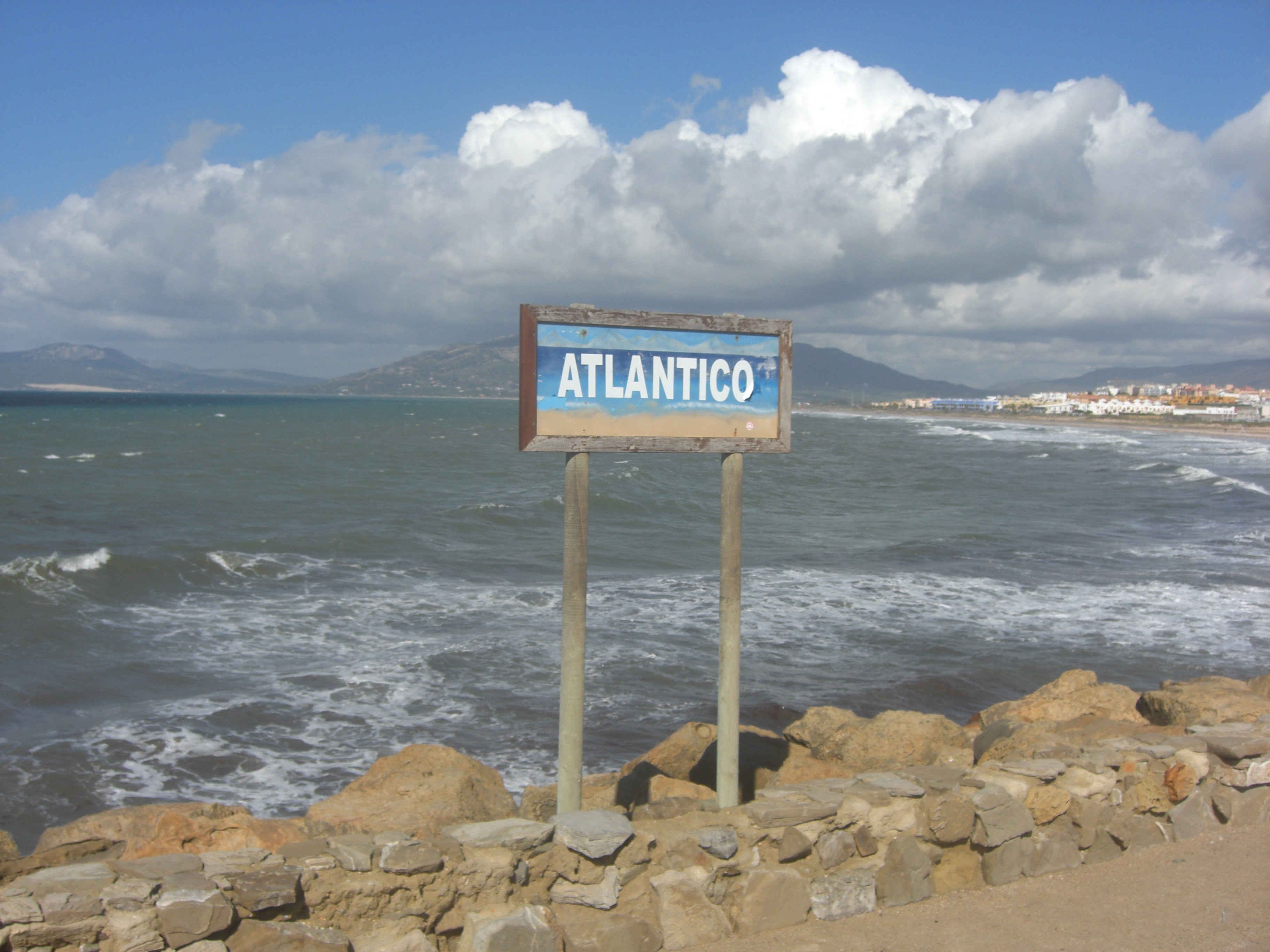
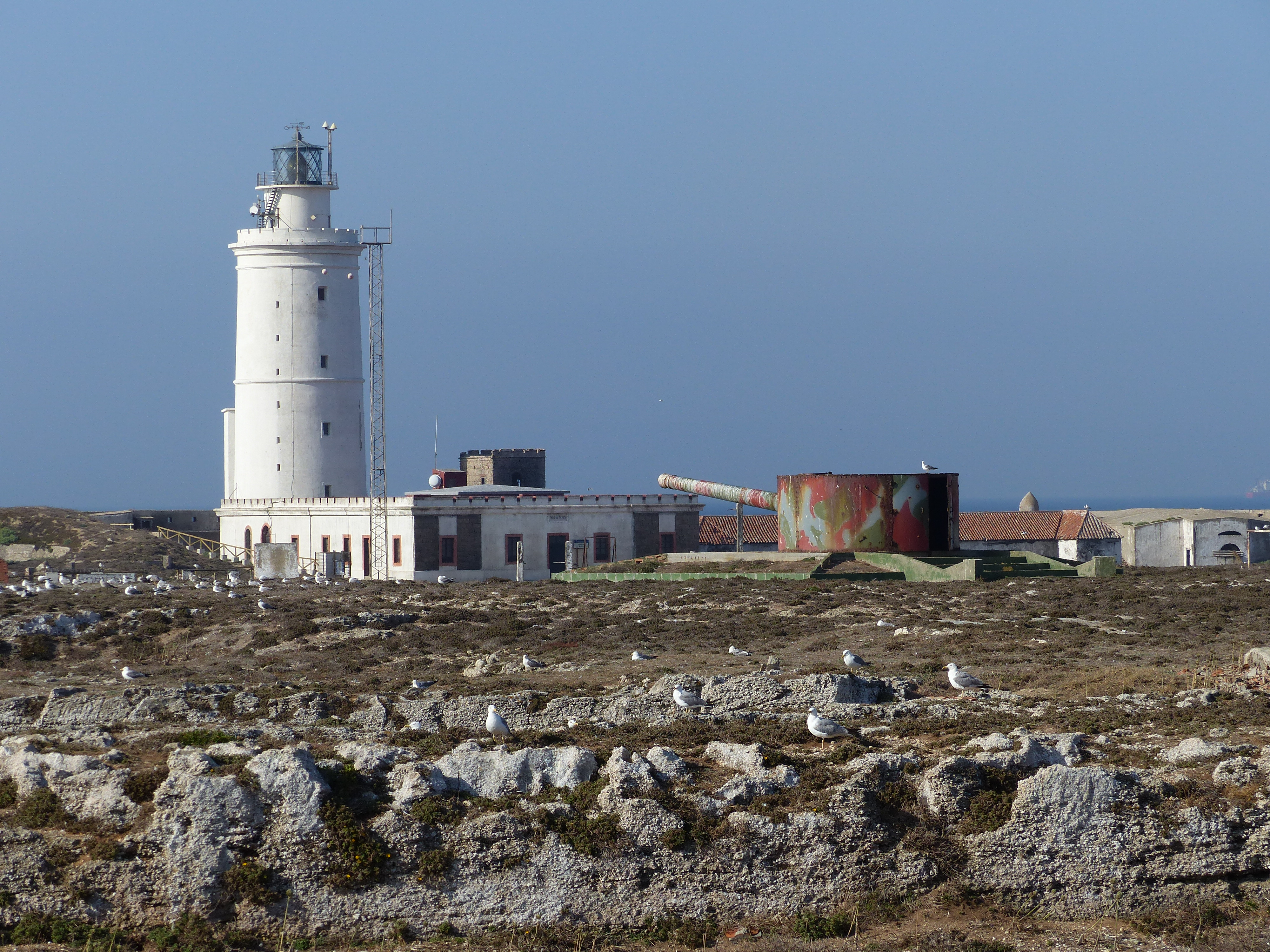
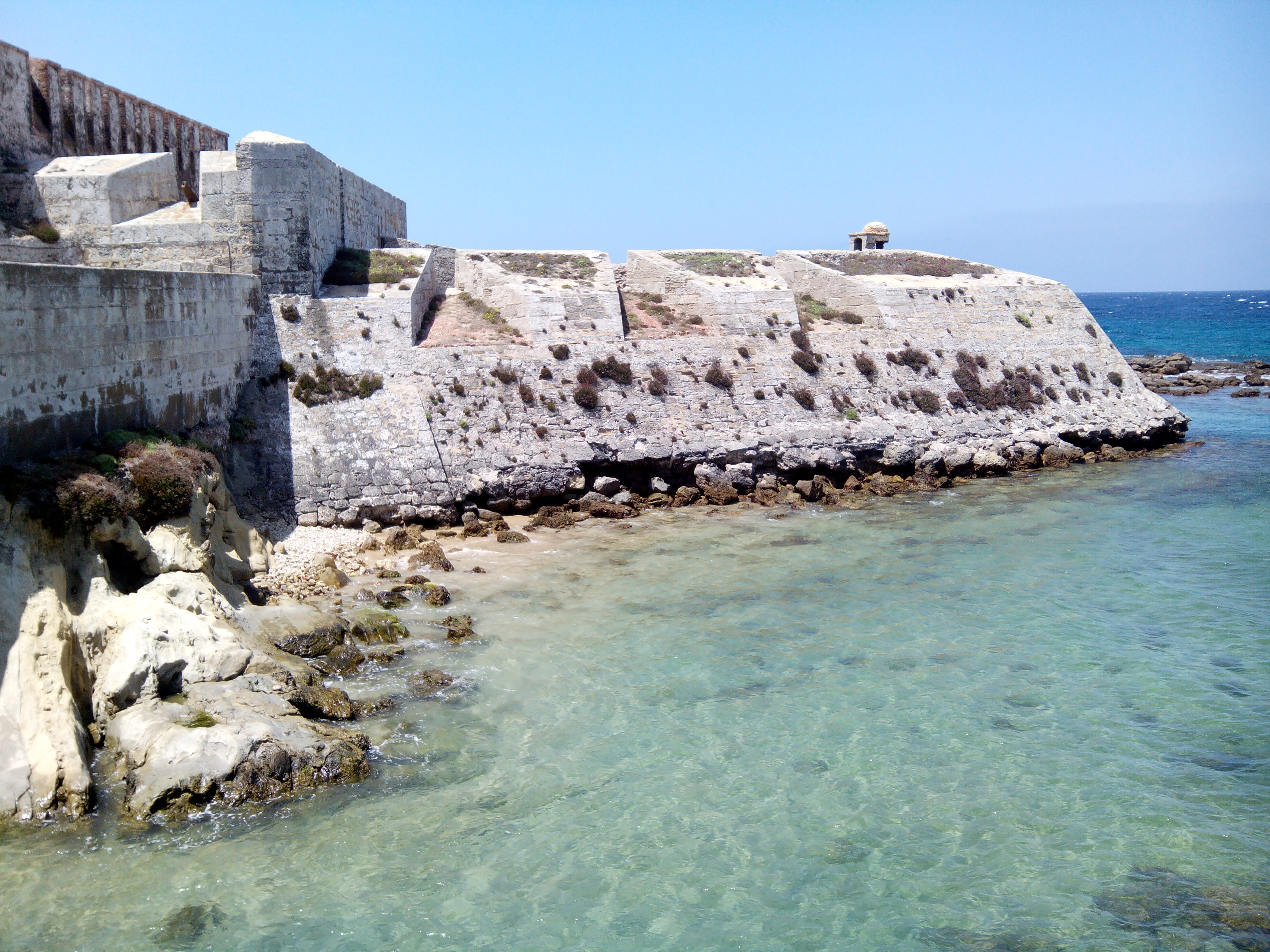
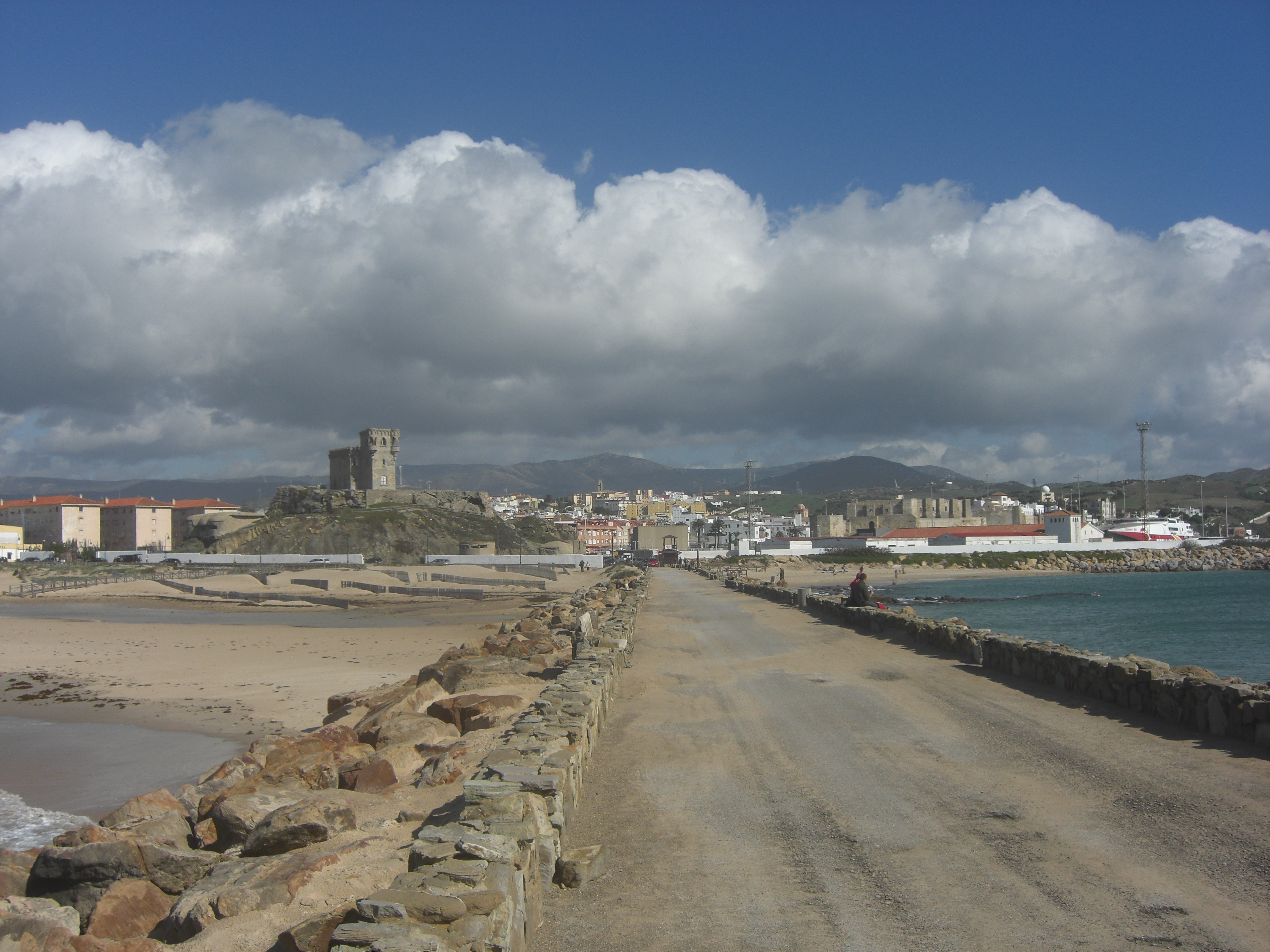